# 29432 Williamscott
29432 Williamscott è un asteroide della fascia principale. Scoperto nel 1997, presenta un'orbita caratterizzata da un semiasse maggiore pari a 3,0780100 UA e da un'eccentricità di 0,1298901, inclinata di 2,79192° rispetto all'eclittica.